# José João da Silva
José João da Silva, född 5 maj 1954, är en friidrottare från Brasilien. Han deltog vid olympiska sommarspelen 1976 och olympiska sommarspelen 1984.